# アーシフ・マンドヴィ
アーシフ・マンドヴィ（Aasif Mandvi、1966年3月5日 - ）は、インド・ムンバイ生まれの俳優、コメディアンである。

## 来歴
1966年にインドムンバイでムスリムの家庭に生まれる。マンドヴィが1歳の時に、一家はイギリスのブラッドフォードへ移住。父親はコンビニエンスストアを経営し、母親は看護婦に従事した。地元の私立校へ通っていたが、父親が当時のマーガレット・サッチャー政権に対する不信感から、マンドヴィが16歳の時に一家はアメリカ合衆国のフロリダ州へ移住した。
南フロリダ大学で演劇を学んだ後に、ウォルト・ディズニー・ワールド・リゾートのパフォーマーとしてキャリアをスタート。少ししてニューヨークへ渡ってオフ・ブロードウェイなどの舞台で活動を開始し、後に上演した一人芝居『Sakina's Restaurant』が批評家から好評を得てオビー賞も受賞している。それ以降も精力的に舞台出演を続け、順調にキャリアを重ねると共に役者としての才能を発揮。舞台での活動は現在でも続いている。
1998年にテレビドラマ『特捜刑事マイアミ・バイス』の端役でテレビデビュー。それ以降も『ER緊急救命室』や『ロー&オーダー』などの話題のドラマへ数多く出演している。2011年には米国内のファストフード店タコベルのコマーシャルにも出演した。映画デビューは1990年で、2作目の出演作は1995年にはブルース・ウィリス主演の人気シリーズの3作目『ダイ・ハード3』。それ以降コメディからドラマ、アクションまで様々な映画に顔を見せている。
私生活ではチャリティ活動へも積極的に参加しており、情勢が不安定なパキスタンへの食糧援助の活動や自由化運動などにも参加している。

## 主な出演作品

### 映画
- No Retreat, No Surrender 3: Blood Brothers (1990)
- ダイ・ハード3 Die Hard: With a Vengeance (1995)
- エディー 勝利の天使 Eddie (1996)
- マーシャル・ロー The Siege (1998)
- Personals (1999)
- アナライズ・ミー Analyze This (1999)
- ランダム・ハーツ Random Hearts (1999)
- ABCD (1999)
- American Chai (2001)
- ヴァニシング・チェイス 3 A.M. (2001)
- Peroxide Passion (2001)
- The Mystic Masseur (2001)
- Undermind (2003)
- スパイダーマン2 Spider-Man 2 (2004)ーーピザ屋の店長アジス
- Sorry, Haters (2005)
- The War Within (2005)
- フリーダムランド Freedomland (2006)
- ラブソングができるまで Music and Lyrics (2007)
- オー!マイ・ゴースト Ghost Town (2008)
- Eavesdrop (2008)
- Pretty Bird (2008)
- The Understudy (2008)
- あなたは私の婿になる The Proposal (2009)
- Today's Special (2009)
- エアベンダー The Last Airbender (2010)
- なんだかおかしな物語 It's Kind of a Funny Story (2010)
- マージン・コール Margin Call (2011)
- ダークホース 〜リア獣エイブの恋〜 Dark Horse (2011)
- ディクテーター 身元不明でニューヨーク The Dictator (2012)
- ルビー・スパークス Ruby Sparks (2012)
- プレミアム・ラッシュ Premium Rush (2012)
- ムービー43 Movie 43 (2013)
- インターンシップ The Internship (2013)
- Gods Behaving Badly (2013)
- ミリオンダラー・アーム Million Dollar Arm (2014)
- ヒューマン・キャピタル Human Capital (2019)

### テレビドラマ
- 特捜刑事マイアミ・バイス Miami Vice (1988)
- New York Undercover (1995)
- The Cosby Mysteries (1995)
- ロー&オーダー Law & Order (1995 - 1998)
- 刑事ナッシュ・ブリッジス Nash Bridges (1996)
- Dellaventura (1998)
- Deadline (2000)
- Welcome to New York (2000)
- CSI:科学捜査班 CSI: Crime Scene Investigation (2000, 2006)
- LAW & ORDER:性犯罪特捜班 Law & Order: Special Victims Unit (2000)
- セックス・アンド・ザ・シティ Sex and the City (2001)
- OZ/オズ OZ (2002)
- Tanner on Tanner (2004)
- LAW & ORDER:犯罪心理捜査班 Law & Order: Criminal Intent (2004)
- LAW & ORDER:Trial by Jury Law & Order: Trial by Jury (2005)
- ベルフォード・ダイヤリーズ The Bedford Diaries (2006)
- ザ・ソプラノズ 哀愁のマフィア The Sopranos (2006)
- スリーパー・セル/Sleeper Cell Sleeper Cell (2006)
- ER緊急救命室 ER (2006 - 2007)
- ジェリコ 閉ざされた街 Jericho (2006 - 2008)
- Global Warming (2008)
- ラリーのミッドライフ★クライシス Curb Your Enthusiasm (2011)
- イーヴィル: 超常現象捜査ファイル Evil (2011-2024)

### テレビアニメ
- キング・オブ・ザ・ヒル King of the Hill (2010)